# Lifelog
2003 közepén az amerikai védelmi minisztériumon belül működő DARPA (Defense Advanced Research Projects Agency; Fejlett Védelmi Kutatási Projektek Ügynöksége), melynek a nevéhez köthetők olyan „kisebb” fejlesztések, mint az Internet (lánykori nevén ARPANET), vagy a F–117 és B–2 bombázók fejlesztése, egy új projektbe kezdett LifeLog néven.
A fejlesztés célja egy átfogó és kereshető elektronikus napló létrehozása volt teljes életekről. A katonai kutatók remélték, hogy eredményeikkel hozzájárulhatnak a mesterséges intelligenciák fejlődéséhez, melyek a log-fájlok által képesek lettek volna egyre inkább emberi lényként gondolkodni és viselkedni.
A törekvés nem volt teljesen új keletű, több korábbi próbálkozás közül is kiemelkedik az 1945-ös datálású Memex projekt, mely gyakorlatilag egy korai internetszerűség volt, mikrofilmmel és kamerás rögzítőegységgel, amely jelentősen meghaladta a korát – nagyjából olyannyira, hogy alkalmazására mintegy 70 évet kellett várni.
2001 végén Gordon Bell, egy számítógép-kutató és tanácsadó önként jelentkezett a program alanyául. 17 éven keresztül mindent rögzített az életéből; könyveket, CD-ket, leveleket, feljegyzéseket, fotókat, prezentációkat, otthoni filmfelvételeket, videófeljegyzéseket – szóval mindent.
A későbbiekben ehhez még hozzáadta a telefonhívásai leiratait, tv- és rádiófelvételeket is. Eközben Jim Gemmell és a Roger Lueder, a Microsoft alkalmazottai kifejlesztették a MyLifeBits programot, ami lehetővé tette ezeknek a dokumentumoknak az indexelését és keresését is. A DARPA gyakorlatilag erre a programra alapozta saját fejlesztését, a LifeLog-ot, melyre 7,3 millió dollárt különített el.
A projekttel párhuzamosan az ügynökség egy másik hasonló, de egészen más „kicsengésű” projektet is útjára engedett, a TIA-t. Ez a betűszó eredetileg a Total Information Awareness szavakból állt össze, de aztán talán mert érezték, hogy ez így túl orwelli lesz, a Terrorism Information Awareness névvel próbálták a célcsoportot jobban belőni (vagy legalábbis ezzel takarózni). A New York Times 2012 cikke szerint ennek simán csak az NSA „bevezetése” volt a célja.
A TIA célja a telefonos hívások, internetes forgalom, személyes adatok és banki forgalmi adatok „összeindexelése” volt, persze a terroristák azonosításának érdekében. A program a kongresszusnál már levitte a biztosítékot, mert néhány hónap után leállították azt, de a lavinát ezzel már elindították. A New York Times egy 2003-as publikációjában állt bele a LifeLog programba, rávilágítva annak teljesen magánélet-ellenes célkitűzéseire. A DARPA vezetősége – tanulva a TIA-s arccal tompított földbeállásából – 2004. februárban leállította a Lifelog programot is.

## Következmények
A LifeLog-gal, de főleg a TIA-val túl sok gyakorlati tapasztalatot nem állt módjukban gyűjteni, ezekkel a programokkal sokkal inkább a társadalom (de leginkább a kongresszus) tűrőképességét tesztelték.
Mindeközben míg az emberek irtóznak a kormányzati adatgyűjtések rémétől, önként és dalolva adják át adataikat magáncégeknek. A Facebook, Google és Amazon (csak hogy pár adat-csomópontot említsek) adatainak az „összegereblyézéséből” a LifeLog összes célkitűzése (jó néhány extrával) teljesíthető. Ezt bizonyítja a facebookos Cambridge Analytica botrány, vagy a mindent túlélő Palantir Technologies léte, mely nagybani „adat-szállítója” szinte az összes 3 betűs ügynökségnek.
Napjainkban a LifeLog helyett a kapcsolati háló a Facebook segítségével könnyen feltárható, a tartózkodási helyünket, és napi tevékenységünket a Google Traffic rögzíti, személyes preferenciáinkat az Amazon és a Google Search szállítja.